# Gisela Vaquero
Gisela Vaquero (Besalú, Gerona, 1984) es una diseñadora y desarrolladora de videojuegos española, fundadora y CEO en Jellyworld Interactive.

## Biografía
Aunque le gustaba jugar a los videojuegos, ella quería ser guionista de cine. Se matriculó en la Escuela de Arte Superior de Diseño, en Gerona. Mientras estaba estudiando guion, vio a un compañero de piso con una videoconsola y y se fijó en que los nuevos juegos empezaban a tener un hilo argumental, así que decidió que quería ser guionista de videojuegos. Se graduó en Publicidad y Relaciones Públicas en la Universidad de Gerona, en 2005. Después estudió  Comunicación Audiovisual en la Universidad de Barcelona, obteniendo el grado en 2008. También se formó en Guion de Videojuegos, haciendo en 2011 un máster en Diseño y Programación de Videojuegos, en la Universidad Politécnica de Cataluña. Era la única mujer entre 30 estudiantes. En ese tiempo, se dio cuenta de que no había ninguna organización de videojuegos, pero navegando por Internet  vio iniciativas que había en Estados Unidos o en Londres para promover la presencia femenina, y esas ideas darían su fruto en 2017, al crear la asociación Women in Games.

### Trayectoria profesional
Empezó a trabajar en 2011 como diseñadora de videojuegos. Luego estuvo en Codiwans, en Barcelona, haciendo un juego indie, colaborando con varios equipos. Entre 2014 y 2016 trabajó en Davalor Salud, en Pamplona, donde hizo la función de lead designer, además de gestionar los equipos, más en el tema de la producción. Posteriormente, fue a Irlanda del Norte. Allí fue donde se propuso crear sus propios proyectos, y así surgió JellyWorld Interactive, de la que es CEO.  También es presidenta de la asociación de Women in Games, en España, que fue creada en 2017, junto con un grupo de desarrolladoras españolas.  Lanzó al mercado los juegos Trainpunk Run (2018) y Woman’s Quiz (2019). Desde 2019 trabaja como profesora colaboradora en el máster de Diseño y Desarrollo de Videojuegos en la Universidad Abierta de Cataluña.

La escasa presencia de la mujer en el ámbito de desarrollo se debe a un problema cultural y social, ya que el sector refleja la situación general. "Por nuestra cultura, se les dice a las mujeres que las tecnologías no son para ellas, al igual que los coches", ha denunciado la presidenta de Women in Games España.

## Premios y reconocimientos
- 2018. Nominada a los premios europeos women in games.[11]
- 2018. Premio Aspasia.[12]
- 2021. Premio Digital Jove "Digital. Mujer. Plural".[13]